# Kalidou Yero
Kalidou Yero, né le 19 août 1991 à Dakar (Sénégal), est un footballeur sénégalais qui joue au poste d'attaquant de pointe.

## Biographie
Kalidou Yero Coulibaly plus couramment Kalidou Yero est un footballeur international sénégalais né le 19 août 1991 à Dakar qui évolue au poste d'attaquant.

### Carrière en club
Il a commencé sa carrière en France dans le club d'Istres FC en 2008. Kalidou Yero rejoint le Portugal 2009 avec le FC Porto. Par la suite, il a évolué avec plusieurs au Portugal notamment Portimonense SC, UD Oliveirense, Gil Vicente ou FC Penafiel avant de rejoindre le championnat malaisien 2019 avec le Perak FA,. Après un retour au Portugal de 2019 en 2021, Kalidou Yero retourne en France avec le Stade lavallois avant de prendre sa retraite.

### Carrière en équipe nationale
Kalidou Yero Coulibaly a disputé les Jeux olympiques d'été de 2012 avec l'équipe nationale olympique du Sénégal à côté de Sadio Mané et Moussa Konaté.

## Palmarès
FC Porto
- Coupe du Portugal (1) 
  - Vainqueur : 2010